# Андерсон, Рона
Ро́на А́ндерсон (англ. Rona Anderson; 3 августа 1926, Эдинбург — 23 июля 2013[…], Хампстед, Большой Лондон) — шотландская актриса театра, кино и телевидения.

## Биография
Рона Андерсон родилась 3 августа 1926 года в Эдинбурге. Её родителей звали Джеймс и Эвелин (до брака — Томсон) Андерсоны. Девушка училась актёрскому мастерству в родном городе в «Школе Гловера и Тёрнера-Робертсона», затем некоторое время в Оттаве (Канада). С 1948 года Андерсон стала сниматься в кинофильмах, с 1951 года — в телефильмах и сериалах. За 12 лет (1948—1960) она сыграла роли в 40 фильмах и сериалах, после чего её карьера пошла на спад: 11 фильмов и сериалов в 1960-х годах, 9 эпизодов четырёх сериалов в 1970-х годах и 7 эпизодов трёх сериалов в 1980-х годах. После смерти мужа в 1990 году Андерсон больше не снималась ни в кино ни на телевидении.
Рона Андерсон скончалась 23 июля 2013 года в лондонском районе Хампстед, не дожив полутора недель до своего 87-го дня рождения.

### Личная жизнь
2 июня 1951 года Андерсон вышла замуж за известного актёра кино и телевидения Гордона Джексона, с которым познакомилась за два года до этого на съёмках «Прилива» (вторая роль Роны в кино). Пара прожила в браке 38 с половиной лет до самой смерти Джексона 15 января 1990 года. От этого брака остались двое сыновей, Грэм и Родерик.

## Роли в театре
- 1945, апрель — Peg o' My Heart, театр Гаррисон[англ.]
- 1945—1949 — разные роли в нескольких постановках в Театре граждан[англ.]
- 1950, август — Королевская комедия / The Queen's Comedy, Эдинбургский фестиваль — Венера
- 1951, октябрь — разные роли в нескольких постановках в театре Пикадилли[англ.]
- 1955, март — Ярмарка Сабрины[англ.] / Sabrina Fair — Сабрина
- 1955, сентябрь — Всё для Мэри / All for Mary — Мэри
- 1958, октябрь — Once a Rake — Мэри Тафнелл, Королевский театр в Виндзоре
- 1973 — Дикари[англ.] / Savages — театр Ройал-Корт
- 1978 — Чья это жизнь, в конце концов?[англ.] / Whose Life Is It Anyway? — театр Русалка[англ.] и театр Савой
- 1981 — Её королевское высочество..?[англ.] / Her Royal Highness..? — Франсис Шэнд Кидд[англ.], Театр Дворец[англ.][3]

## Избранная фильмография
Амплуа — сексуальная красотка в малоизвестных B-фильмах.

### Широкий экран
- 1948 — Спальный вагон до Триеста / Sleeping Car to Trieste — Джоан Макстед
- 1949 — Прилив[англ.] / Floodtide — Мэри Энстратер
- 1949 — Паб поэтов[англ.] / Poet's Pub — Джоанна Бенбоу
- 1950 — Двадцать вопросов таинственного убийства[англ.] / The Twenty Questions Murder Mystery — Мэри Гейм
- 1950 — Мучение[англ.] / Torment — Джоан
- 1950 — Её любимый муж[англ.] / Her Favourite Husband — Стеллина
- 1951 — Опасный дом[англ.] / Home to Danger — Барбара Каммингс
- 1951 — Скрудж / Scrooge — Элис, невеста
- 1952 — Шепчущий Смит покоряет Лондон[англ.] / Whispering Smith Hits London — Энн
- 1952 — Косвенная улика[англ.] / Circumstantial Evidence — Линда Гаррисон
- 1953 — Аркан для леди[англ.] / Noose for a Lady — Джилл Халлам
- 1953 — Чёрный 13[англ.] / Black 13 — Клэр
- 1954 — Двойная выдержка[англ.] / Double Exposure — Барбара Лейленд
- 1954 — Чёрный мотоциклист[англ.] / The Black Rider — Мэри Плэк
- 1955 — Серийный автомобиль[англ.] / Stock Car — Кэти Глиб
- 1955 — Маленькая красная обезьяна[англ.] / Little Red Monkey — Джулия Джексон
- 1955 — Изъян[англ.] / The Flaw — Моника Оливери
- 1956 — Случай в Сохо[англ.] / Soho Incident — Бетти Уокер
- 1958 — Человек с пистолетом[англ.] / Man with a Gun — Стелла
- 1965 — Дьяволы тьмы[англ.] / Devils of Darkness — Анне Форест
- 1969 — Расцвет мисс Джин Броди / The Prime of Miss Jean Brodie — мисс Локхарт, учительница химии

### Телевидение
- 1960 — Запрос Интерпола[англ.] / Interpol Calling — Лина (в эпизоде Eight Days Inclusive)
- 1964 — Человеческие джунгли[англ.] / The Human Jungle — сестра Кэмпбелл (в 3 эпизодах)
- 1965 — Журнал доктора Финлея[англ.] / Dr. Finlay's Casebook — Дороти Хэй (в эпизоде The Eternal Spring)
- 1966 — Тринадцать против Судьбы[англ.] / Thirteen Against Fate — Гермейн Стивнард (в эпизоде The Judge)
- 1966 — Общественный глаз[англ.] / Public Eye — Анна Мунро (в эпизоде No, No, Nothing Like That)
- 1966, 1969, 1971 — Диксон из Док-Грин[англ.] / Dixon of Dock Green — разные роли (в 3 эпизодах)
- 1970—1971 — Отец-холостяк[англ.] / Bachelor Father — Мэри (в 6 эпизодах)
- 1976 — Билл Брэнд[англ.] / Bill Brand — миссис Марплс (в эпизоде Now and in England)
- 1983 — Профессионалы[англ.] / The Professionals — миссис Грант (в эпизоде Cry Wolf)
- 1983 — Да пребудет там любовь[англ.] / Let There Be Love — помощница продавца (в эпизоде If the Nightie Fits)